# كيمو (مسلسل)
كيمو، مسلسل مصري إنتاج عام 1979، يتألف من 15 حلقة، بطولة محمد صبحي وشيرين، ومن تأليف محمود طوسون وإخراج نور الدمرداش.

## فريق العمل

### الممثلون
- محمد صبحي
- شيرين
- ماجدة زكي
- ممدوح وافي
- صفاء السبع
- أحمد فؤاد سليم
- زكريا موافي
- محمود القلعاوي
- مريم فخر الدين
- محمد الشويحي
- جمال إسماعيل
- أسامة عباس
- إبراهيم سعفان

### تأليف
محمود طوسون

### إخراج
نور الدمرداش